# ت ع م+07:20

التوقيت العالمي المنسق +07:20 أو ت ع م+07:20 {بالإنجليزية:UTC+07:20} هو مقابلة الوقت المحلي للتوقيت العالمي المنسق +07:20.
ت ع م+07:20 كان يستخدم توقيتا صيفيا في سنغافورة بين عامي 1933 و 1941. وفي منتصف ليلة 1 يناير 1933 ، تم تحويل التوقيت في سنغافورة من ت ع م+07:00 إلى ت ع م+07:20 حيث أُضيفت 20 دقيقة.